# 블랜포드뛰는쥐
블랜포드뛰는쥐 또는 블랜포드저보아(Jaculus blanfordi)는 뛰는쥐과에 속하는 설치류의 일종이다. 중앙아시아의 토착종으로 투르크메니스탄과 우즈베키스탄, 아프가니스탄, 이란 그리고 파키스탄에서 발견된다.